# Jekatierina Abdullina
Jekatierina Iołanta Abdullina, ros. Екатерина Иоланта Абдуллина (ur. 1 grudnia 1976 w Kijowie) – ukraińska śpiewaczka operowa (sopran koloraturowy) pochodzenia rosyjskiego, główna solistka Opery Narodowej Ukrainy im. Tarasa Szewczenki w Kijowie. Ukończyła Kijewski Instytut Muzyki im. Reingolda Moricewicza Gliera (1993–1997), po czym podjęła studia na Ukraińskiej Narodowej Akademii Muzycznej Ukrainy im. Piotra Iljicza Czajkowskiego. Uczyła się w klasie Jewheniji Mirosznyczenko. Już na pierwszym roku studiów została przyjęta na staż do Opery Narodowej Ukrainy. Zagrała wówczas partię Musetty w Cyganerii Giacomo Pucciniego oraz partię Zerliny w operze Don Giovanni Wolfganga Amadeusa Mozarta.

## Repertuar
- Carmen – Micaëla, Frasquita
- Carska narzeczona – Marfa
- Cyrulik sewilski – Rozyna
- Don Giovanni – Donna Anna, Zerlina
- Ernani – Elwira (siostrzenica Silvy)
- Faust – Małgorzata
- Jolanta – Jolanta (córka króla Rene)
- Traviata – Violetta
- Łucja z Lammermooru – Lucia Ashton
- Madame Butterfly – Madame Butterfly (Cio-cio-san)
- Miłość do trzech pomarańczy – Ninetta
- Poławiacze pereł – Leila
- Rigoletto – Gilda (córka Rigoletta)
- Trubadur – Leonora
- Turandot – niewolnica Liu
- Uprowadzenie z seraju – Konstancja

## Nagrody i wyróżnienia
- 2002 – Grand Prix na Międzynarodowym Konkursie World Music we Włoszech[1]
- 2003 – II Nagroda w Konkursie im. Mario del Monaco w Marsali we Włoszech[1]
- 2003 – I Nagroda w Konkursie Muzycznym dla Młodych Śpiewaków Operowych w Massa we Włoszech[1]

## Informacje dodatkowe
Na początku września 2013 wywołała lawinę komentarzy, po tym jak na swoim profilu w portalu społecznościowym Facebook napisała: „Wysłałam dzieci do rosyjskiego gimnazjum i jeszcze ani razu nie pożałowałam. Wszystkie przedmioty po rosyjsku. Wszystko jasno i zrozumiale. A na uroczystej akademii nawet się popłakałam. Starsi uczniowie pięknie mówili po rosyjsku. Śpiewali i recytowali wiersze. Tak w ogóle, zbiór rodziców i dzieci mocno różni się od bydlęcych ukraińskich szkół. W pierwszej klasie trzy razy w tygodniu zajęcia z języka ukraińskiego a absolwenci mówią o wiele lepiej niż absolwenci szkół na Ukrainie. Cieszę się, że moja córka uczy się wśród moralnie zdrowych dzieci. A nie wśród bydła.”
Po zamieszczeniu powyższego wpisu kierownictwo Opery Kijowskiej wyraziło oburzenie i zażądało, aby solistka napisała podanie o zwolnienie na własną prośbę, jednakże Jekatierina Abdullina nie poddała się naciskom.
Niedługo po tym artystka została obrzucona majonezem przez nieznanych sprawców w pobliżu gmachu Opery Narodowej Ukrainy im. Tarasa Szewczenki.